# Irena Hoppe
Irena Hoppe (ur. 23 marca 1889 w Bugaju, zm. 10 lipca 1961 w Poznaniu) – botanik, pedagog, działaczka ochrony przyrody.

## Życiorys
Irena Hoppe urodziła się w Bugaju i była córką Teofila Hoppe, administratora majątku oraz Józefy z domu Cichocka. Ukończyła w Miłosławiu szkołę powszechną, a w Kościerzynie na Pomorzu uczęszczała od 1903 do liceum oraz seminarium nauczycielskiego. W Gdańsku w 1908 zdała egzamin nauczycielski. Od 1910 do 1913 w Poznaniu na Śródce nauczała w szkole powszechnej, a następnie uczyła w prywatnej żeńskiej szkole średniej. Od 1919 do 1923 na Uniwersytecie Poznańskim na Wydziale Matematyczno–Przyrodniczym studiowała biologię. W 1926 po uzupełniających studiach kierowanych przez B. Namysłowskiego oraz przedstawieniu rozprawy naukowej pt. Plankton Warty pod Poznaniem otrzymała stopień naukowy Doktora filozofii. Zakończyła nauczanie w prywatnej szkole i w 1929 została dyrektorką państwowego gimnazjum Generałowej Zamoyskiej i na tym stanowisku była do września 1939. Została wysiedlona z Poznania w grudniu 1939 i okres okupacji niemieckiej spędziła w Koniecpolu, gdzie pracowała w szkolnictwie, uczestnicząc w tajnym nauczaniu na szczeblu średnim. Po powrocie do Poznania otrzymała dawną funkcję do 31 sierpnia 1950, a później do 1954 pracowała w szkolnictwie i w tym samym roku przeszła na emeryturę. Kontynuowała również rozpoczętą w okresie międzywojennym działalność dydaktyczno–wychowawczą i społeczną wśród nauczycieli i młodzieży na polu krajoznawstwa i ochrony przyrody. W latach 1948–1959 pełniła funkcje wiceprezesa oddziału miejskiego Ligi Ochrony Przyrody w Poznaniu, a następnie aż do śmierci funkcję prezesa. Ponadto w 1958 kierowała poznańskim biurem oddziału wojewódzkiego Ligi, który dzięki jej zaangażowaniu w zakresie społecznej działalności ochroniarskiej zajął I miejsce w kraju. Zmarła w Poznaniu 10 lipca 1961. Pochowana na cmentarzu parafii Bożego Ciała.

## Ordery i odznaczenia
- Złoty Krzyż Zasługi (11 listopada 1934)[8]